# Druppelscheiding
Druppelscheiding, is een scheidingsmethode om vloeistofdruppels uit een lucht- of gasstroom te verwijderen. Druppelafscheiders (ook wel demisters genoemd) bestaan uit lamellen pakketten waarin met behulp van massa-traagheid vloeistofdruppels op de lamellen komen en agglomereren tot een vloeistoffilm. De vloeistof wordt met behulp van zwaartekracht afgevoerd. Er zijn horizontaal en verticaal aangestroomde varianten.

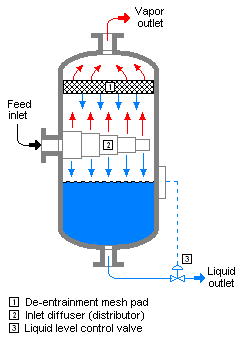
A typical, large-scale, vapor-liquid separator as used in oil refineries, petrochemical and chemical plants